# Diporiphora convergens
Diporiphora convergens är en ödleart som beskrevs av  Storr 1974. Diporiphora convergens ingår i släktet Diporiphora och familjen agamer. IUCN kategoriserar arten globalt som otillräckligt studerad. Inga underarter finns listade i Catalogue of Life.